# Рубікон (фільм)
«Рубікон» (рос. «Рубикон») — білоруський радянський художній фільм 1930 року режисерів Володимира Вайнштока і Аркадія Кольцатого.

## Сюжет
У Білля Паркера, матроса англійського торгового флоту одна радість в його «собачому житті» — випивка в компанії повій під час стоянок. В одному з портів страйкують вантажники. Капітан корабля змушує вантажити вугілля матросів. Робочі називають їх штрейкбрехерами. Увечері в шинку у відповідь на грубість Білль б'є капітана. Його виганяють з судна і не беруть на інші. Тільки капітан радянського лісовоза, який шукає в конторі по найму заміну хворому кочегару, готовий взяти «пролетаря, що знаходиться під локаутом». Білль задоволений умовами роботи та побуту на лісовозі...

## У ролях
- Борис Шлихтинг
- Георгій Самойлов
- Анна Обухович
- В. Русинова

## Творча група
- Сценарій: Володимир Вайншток
- Режисер: Володимир Вайншток, Аркадій Кольцатий
- Оператор:
- Композитор: